# Mues
Mues es un municipio de la Comunidad Foral de Navarra, situado en la Merindad de Estella, a 67 km de la capital de la comunidad, Pamplona.

## Toponimia
No se conoce la etimología del topónimo ni la lengua de origen.Lingüísticamente fue tierra de conflicto desde muy antiguo y el euskera se perdió mucho antes que en el valle del Ega. En época medieval los topónimos aparecen muy romanceados. Las teorías sobre su procedencia se debaten entre «mordisco» (mueso en navarro-aragonés) y «muela de molino», en referencia al molino romano descubierto en el paraje llamado Portilla del Congosto o El Congosto, localizado en el municipio.
Ampliamente referido también, tanto histórica como actualmente, como Mués, con tilde errónea. Se ha escrito de diferentes maneras a lo largo del tiempo: Mohez (1052, NEN); Moys, Moyse (1055, 1060, NEN); Mues (1064, NEN) y Muez (1060, 1280, 1591, NEN).
Hay dos topónimos parecidos con los que no hay que confundirse: Muel y Muez. El primero, Muel, es un municipio español en la provincia de Zaragoza; también existe una población francesa, situada en la región de Bretaña con igual topónimo. El segundo, Muez, es un concejo y localidad de la Comunidad Foral de Navarra perteneciente al municipio de Guesálaz.
El gentilicio con que se conoce a sus habitantes es muesino, -a.

## Geografía
| Noroeste: Mendaza | Norte: Sorlada | Nordeste: Sorlada  |
| Oeste: Mendaza    |                | Este: Sorlada      |
| Suroeste: Desojo  | Sur: Desojo    | Sureste: Los Arcos |

Mues se encuentra situada en la zona occidental de la Comunidad Foral de Navarra, en el valle de La Berrueza, al sur de la Sierra de Codés. Su término municipal tiene una superficie de 14,47 km².
En su término se encuentra el caserío de Cábrega, que ocupa la zona llana, al Norte de Mues, por el que transcurre el curso del río Odrón.

### Comunicaciones
Situada en la carretera comarcal NA-129, de Acedo-Lodosa que se une a la altura de los Arcos con la general N-111 de Pamplona a Logroño.
Distancia a otras poblaciones por carretera:
- Sorlada (4 km)
- Piedramillera (6 km)
- Mendaza (5 km)
- Estella (27 km)
- Logroño (34 km)
- Vitoria (57 km)
- Pamplona (67 km)

### Relieve e hidrografía
El territorio tiene una parte llana al norte (donde se encuentra el caserío de Cábrega), otra serrana en el centro (donde está Mues), y una tercera al sur, en la que alternan depresiones, colinas y serrezuelas.

#### Orografía
Montes: Pico Cábrega (757 m), Pico Virgen de la Guarda (727 m), Peñalarga (698 m), Piñalba (698 m), Somedera( 657 m), Murillo (639 m) y Santa Teodosia (618 m).

#### Hidrografía
El territorio es recorrido por el río Odrón, afluente del río Linares y tributario del río Ebro por su margen izquierda. A su paso por la población de Mues está a una altitud media de 505 m sobre nivel del mar. Mues dispone de una estación (coordenadas UTM (ETRS89 / EPSG:25830) X. 564394, Y. 4715475, Z. 476) de medición de caudal del río que se incluye dentro del sistema de control de sistemas de aforo de Navarra.
En algunas zonas el Odrón es llamado río de Los Arcos. Sin embargo, según el listado de hidrónimos del País Vasco publicado por la Real Academia de la Lengua Vasca, el nombre río Odrón es el apropiado.

### Geología
Desde el punto de vista geológico, se corresponden de N a S con las diversas formaciones geológicas que atraviesan el municipio en dirección O-E: la depresión tectónica ocupada por arenas, arcillas y limos del Oligoceno y el Mioceno; las areniscas rojo vinosas alternantes con arcillas y limos (formación Mues) del Oligoceno Inferior que dan lugar a la sierra de Cábrega-San Gregorio; arcillas rosadas y yesos del Oligoceno Superior; y arcillas, areniscas y yesos oligo-miocénicos.

### Clima

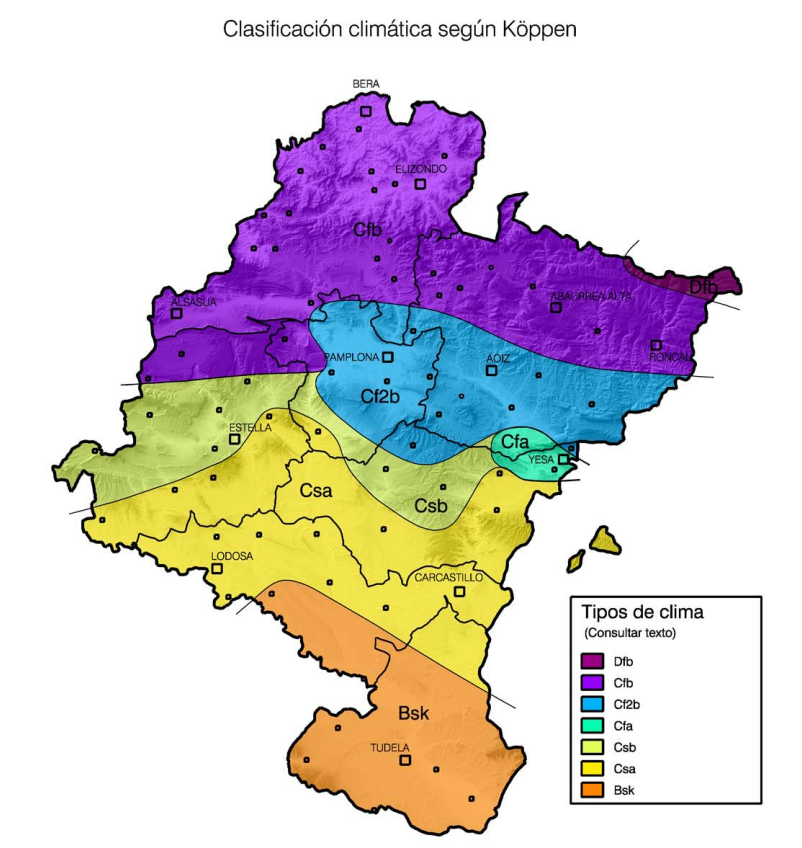
Sistema de clasificación de Climas Köppen en Navarra

La Zona Media Navarra es de clima de transición. Según la clasificación Köppen pertenece al grupo C de climas templados, subgrupo Csb mediterráneo de veranos frescos. Clima templado de veranos secos y frescos. Es un clima mediterráneo en cuanto a las precipitaciones, pero con temperaturas más bajas. Aparece como transición entre el Cfb y Csa, y también en las mismas zonas que el Csa, debido a la altitud. Los valores meteorológicos medios anuales más representativos son 8°-12 °C de temperatura, 500-88 mm de precipitaciones, caídas en 60-100 días, y 650-700 mm de evapotranspiración potencial.
El carácter térmico para verano de 2023 en el último análisis de frecuencias térmicas realizado dentro de los estudios estadísticos del gobierno de Navarra es de muy cálido, con una oscilación respecto a la media histórica de temperaturas de verano de entre uno y dos grados. Sin embargo el carácter térmico acumulado es de extremadamente cálido entre septiembre de 2022 y agosto de 2023.
En Cábrega, a 598 m de altitud, está una de las estaciones manuales agroclimáticas de la red de Navarra.

### Flora y fauna
La vegetación natural del subgrupo Csb (Köppen) es el bosque de tipo submediterráneo: quejigales y carrascales o encinares (Quercus faginea y Quercus rotundifolia). De la cubierta vegetal originaria no quedan más que 114 hectáreas de encinar, a las que hoy se suman los pinos de repoblación salgareño y carrasco.
Con una fauna abundante destaca el tritón jaspeado, y por su diversidad los mamíferos y aves. Entre la gran variedad de mamíferos: ardilla común, ciervo, corzo, erizo común, zorro, jabalí, varias especies de murciélagos y de musarañas, turón, ratón de campo y ratón moruno, tejón común, topillos y topos. Entre las aves observadas están: arrendajo, autillo europeo, avión común, bisbita campestre, cernícalo vulgar, chochín, estornino negro, aguilucho pálido, gavilán común, golondrina, jilgueros, lavanderas y el milano negro.

## Demografía
Mues cuenta con una población de 76 habitantes (INE 2024).
| Gráfica de evolución demográfica de Mues entre 1842 y 2023 |
| |
| Población de derecho según los censos de población del INE Población de hecho según los censos de población del INEEn estos censos se denominaba Mués: 1842, 1857, 1860, 1877, 1887, 1897, 1900, 1910, 1920, 1930, 1940, 1950, 1960, 1970, 1981 y 1991 |

### Despoblado de Esquiví
También llamado de Esquidi, se encuentra al norte de Mues y se despobló en 1353 como consecuencia de la guerra con Castilla.

## Economía

### Agricultura
La superficie agrícola utilizada de cultivos leñosos en este municipio es de 15,25 ha. Principalmente olivo y endrino, distribuido en once explotaciones que suponen el 1,86 % de la agricultura del municipio.
El cultivo predominante en este municipio, según la superficie agrícola utilizada, es tierra arable, con 821,99 ha. en un total de 15 explotaciones.
La superficie agrícola de tierras para pastos permanentes en este municipio es de 187,04 ha. en una sola explotación, que constituye el 22,75 % del municipio.

### Ganadería
El número de cabezas de ganado ovino y caprino en este municipio es un dato protegido por secreto estadístico. El ganado predominante es ovino.

### Minas
Hay referenciados 80 documentos de principios del siglo XX de expedientes y de planos de demarcaciones de minas, tanto de cobre como de hierro, en diferentes parajes del municipio, entre otros en el Paraje Cábrega la mina William n.º 8 de cobre, en el Paraje Barranco de la Cubilla la mina Santa Adelaida n.º 4 también de cobre, o la mina de hierro Malaquita Demasía en el paraje de las Minas.

## Administración y política
La casa consistorial fue construida en 1932 y está situada en la calle Mayor 16, junto a la iglesia y frente a la plaza. Es un edificio independiente que consta de dos plantas y sus muros exteriores están enfoscados y pintados.
- Dirección: Calle Mayor, 16
- Constituido por el alcalde y dos concejales

En las elecciones municipales de 2023, Agrupación Independiente de Mues (AIM) es el partido político más votado al obtener 38 votos de los 58 contabilizados, siendo elegido alcalde Adolfo Álvarez Maeztu, miembro de este partido.

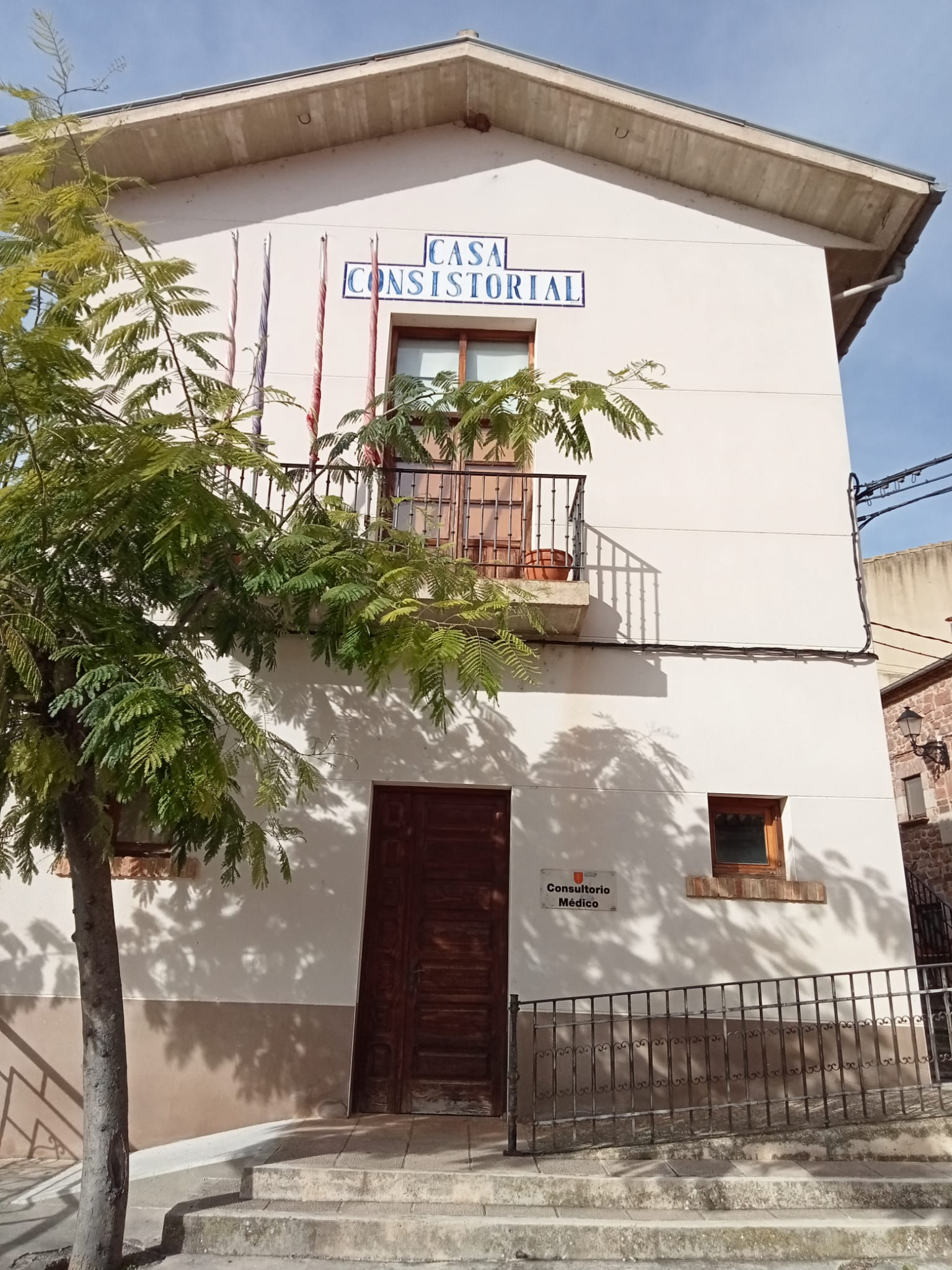
Ayuntamiento Mues

| Partido político                                | 2023  | 2023       | 2019  | 2019       | 2015  | 2015       |
| Partido político                                | %     | Concejales | %     | Concejales | %     | Concejales |
| Izquierda-Ezkerra (I-E)                         | —     | —          | 51,02 | 2          | 34,94 | 1          |
| Agrupación Independiente de Mues (AIM)          | 38,00 | 1          | 42,86 | 1          | 33,73 | 1          |
| Unión del Pueblo Navarro (UPN)                  | 33,00 | 1          | —     | —          | 30,12 | 1          |
| Agrupación Independiente Juvenil de Mues (AIJM) | 21,00 | 1          | —     | —          | —     | —          |

| Alcalde                       | Inicio de mandato | Fin de mandato | Partido                                |
| Jose Antonio Pinillos Sagasti | 1979              | 1983           | UCD                                    |
| Jose Antonio Pinillos Sagasti | 1983              | 1987           | Agrupacion de Electores Santa Eugenia  |
| Juan Jose Alvarez Maeztu      | 1987              | 1991           | C. Gest.                               |
| Maria Reyes Monreal Quintana  | 1991              | 1995           | Independienteak                        |
| Maria Reyes Monreal Quintana  | 1995              | 1999           | Independienteak                        |
| Maria Reyes Monreal Quintana  | 1999              | 2003           | UPN                                    |
| Maria Reyes Monreal Quintana  | 2003              | 2007           | UPN                                    |
| Maria Reyes Monreal Quintana  | 2007              | 2011           | UPN                                    |
| Maria Reyes Monreal Quintana  | 2011              | 2015           | UPN                                    |
| Juan Jose Alvarez Maeztu      | 2015              | 2019           | Independientes                         |
| Juan Jose Alvarez Maeztu      | 2019              | 2023           | I-E                                    |
| Adolfo Álvarez Maeztu         | 2023              | En mandato     | Agrupación Independiente de Mues (AIM) |

## Símbolos
En campo de gules, una balanza de oro con una espada del mismo metal, surmontada de una corona de lo mismo.

## Historia
Gonzalo Ibáñez del Baztán en 1264 compró al Rey de Navarra la villa de Mues, por la que en 1266 abonó al Tesoro 1000 maravedís de oro, que valían 7500 sueldos sanchetes. Gonzalo Ibáñez y su hijo Juan tomaron partido por el bando hostil a la reina Juana I durante la guerra de la Navarrería (1276), siéndoles confiscadas sus heredades y perdiendo la villa.

### SigloXIX. Las Guerras Carlistas
Mues fue camino de paso de escuadrones de caballería y un batallón de infantería de las tropas cristinas que lucharon contra las tropas de Zumalacárregui en la Batalla de Mendaza, la primera batalla de la primera guerra carlista el 12 de diciembre de 1834.
El Diccionario geográfico... de Pascual Madoz, ofrece una visión detallada de la vida y la economía de Mues a mediados del siglo XIX. Da cuenta de que tiene 62 vecinos, que suponen 230 personas. Tiene ayuntamiento con cárcel, iglesia parroquial atendida por el abad y dos beneficiados, cementerio y una escuela de primeras letras. Precisa que el clima es «templado, le combaten los vientos norte y sur, se padecen enfermedades agudas». Dispone de un paseo «con arbolado en la plaza pública y una fuente en el centro de la población de cuyas aguas y las del río Odrón se surten los vecinos». Por lo que respecta a la economía, precisa:

En su término hay canteras de piedra y yeso de buena calidad y abundante; y una dehesa. El terreno en su mayor parte es muy quebrado, excepto a la parte sur que contiene algo de regadío. Produce trigo, cebada, centeno, avena, vino, aceite, patatas, maíz, legumbres y exquisitas hortalizas. Cría de toda especie de ganado, pero en particular del lanar. Caza perdices, liebres y conejos; pesca barbos y anguilas. Industria: además de la agricultura y ganadería, hay un molino harinero y dos fábricas de aguardiente, una de las cuales en estado muy próspero.

### SigloXXGuerra civil

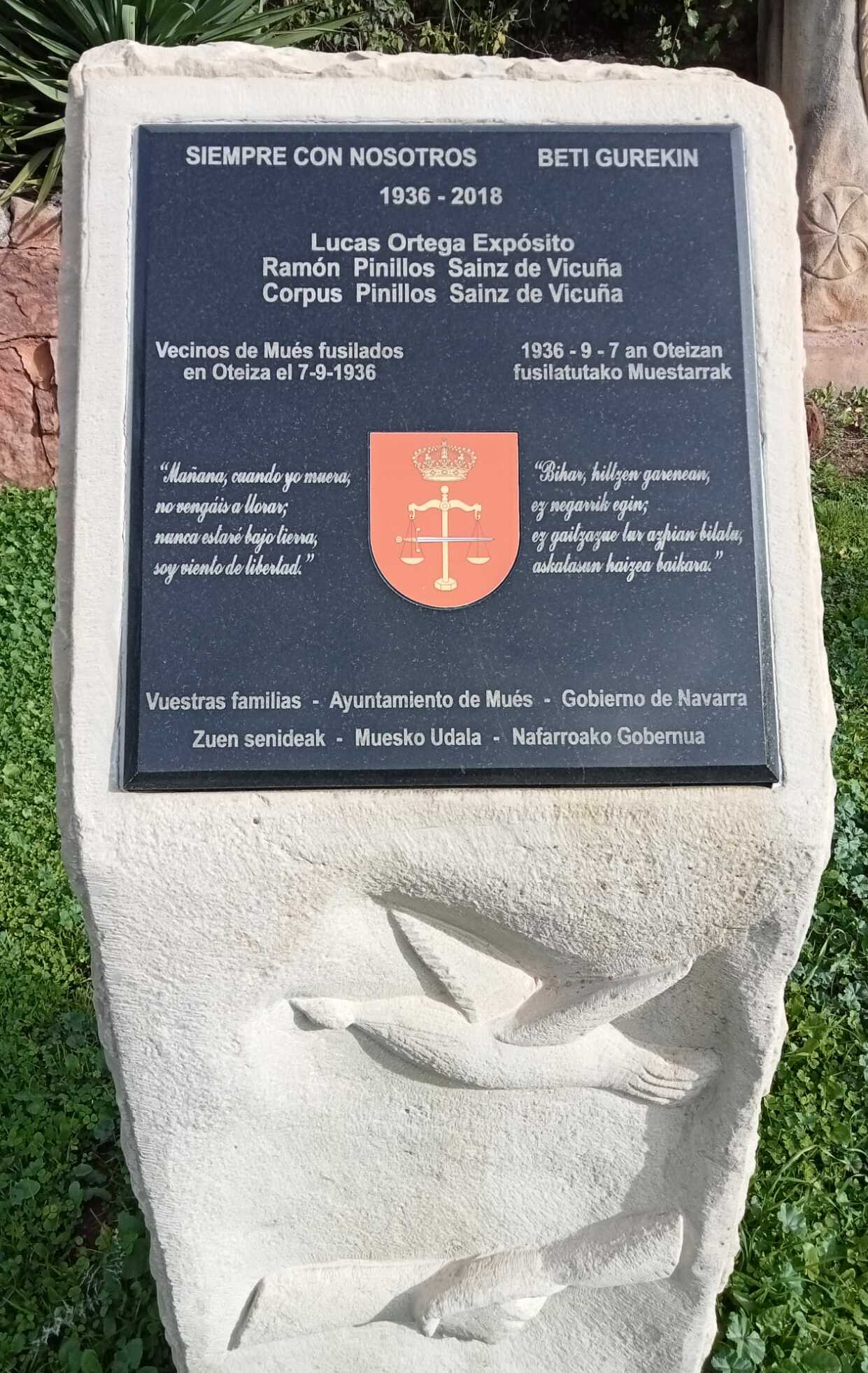
Monumento y placa en recuerdo a los fusilados de Mues

A raíz del golpe militar de 1936, tres muesinos fueron encarcelados en Estella y asesinados posteriormente en Oteiza el 7 de septiembre de 1936. En Mues se erigió un monolito en su recuerdo. Hubo 88 combatientes muesinos en el bando sublevado.

## Cultura

### Patrimonio material

#### Iglesia parroquial de Santa Eugenia
La construcción original de la iglesia data del siglo XIII, y ha sufrido posteriores remodelaciones hasta adquirir el aspecto actual en el siglo XIX.
La primera construcción corresponde al siglo XIII, en los inicios del gótico. A esta época pertenecen algunos tramos de los muros exteriores así como los contrafuertes, la puerta de entrada situada en el muro sur y las bóvedas de cañón apuntadas de los dos primeros tramos de la nave.

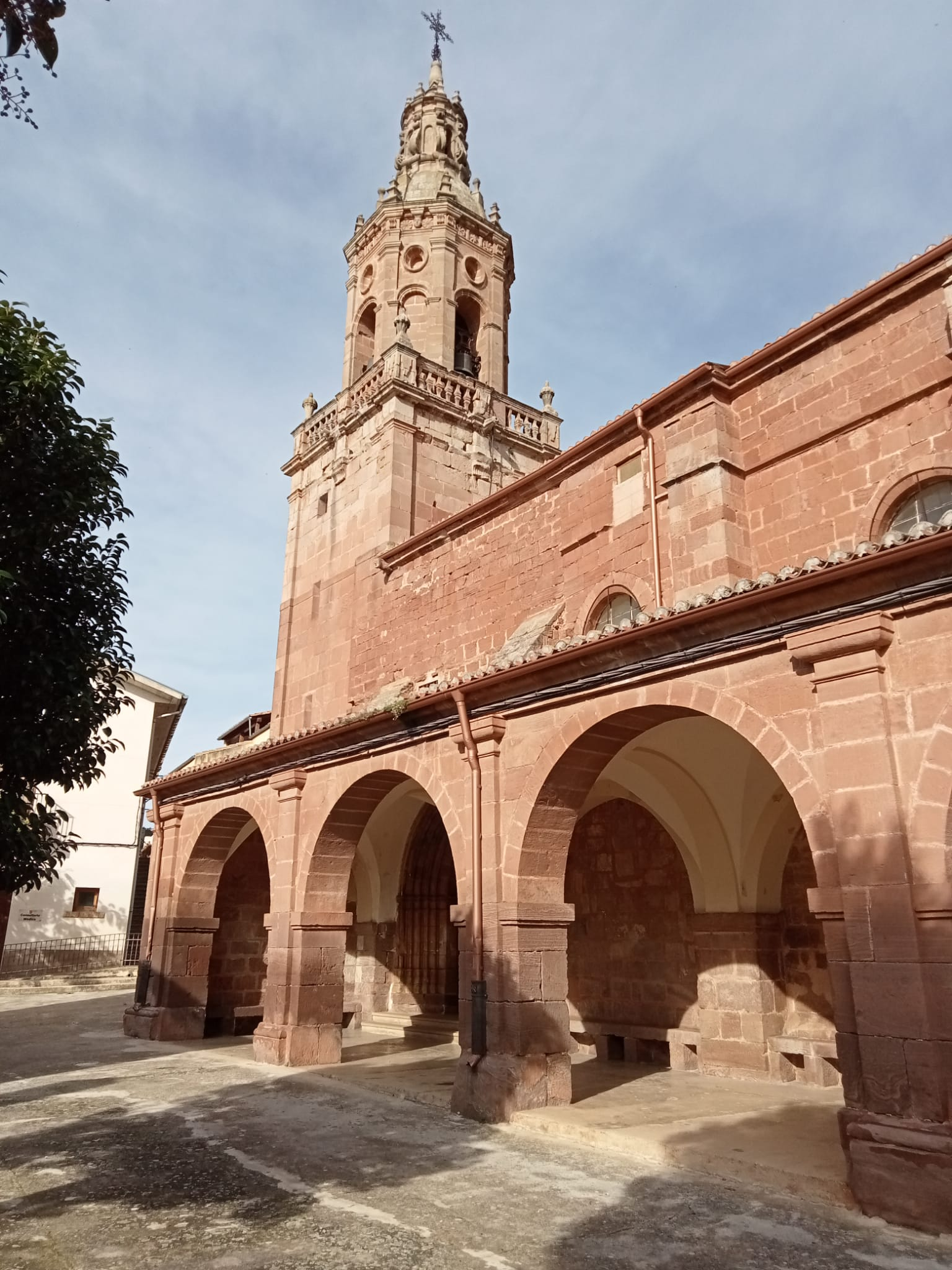
Iglesia de Santa Eugenia

El edificio de 841 m2 actualmente de superficie ha experimentado continuas ampliaciones y reformas desde el siglo XVI hasta el XVIII. En esta última centuria se amplió la nave central y se cubrió con bóvedas de cañón, se construyó el transepto y en el crucero se levantó una cúpula sobre pechinas. En el exterior del templo se dispuso un pórtico.
La torre que se levanta a los pies de la nave, en el muro oeste, se construyó con sillares bien labrados y se terminó en 1746, tal como se lee en la inscripción del muro sur en la que también figuran los nombres del párroco y del cantero. Parte de un cuerpo cuadrado para pasar a otro octogonal. Los remanes del cuerpo de las campanas son barrocos y dan agilidad y altura al conjunto. Todo ello muestra su relación estilística con las torres barrocas de la Rioja, denominándose a esta tipología de torres como estilo Riojano, como la de la catedral de Santo Domingo de la Calzada. En cuanto al retablo central, a principios del siglo XX se sustituyó el original del siglo XVI por una obra neorrománica; de ese retablo renacentista únicamente se conserva  la imagen de Santa Eugenia, que lo preside.
La parroquia de Mues es un bien inmatriculado por la diócesis de Pamplona el 20 de octubre de 2003.

#### Ermita de Santa María Magdalena

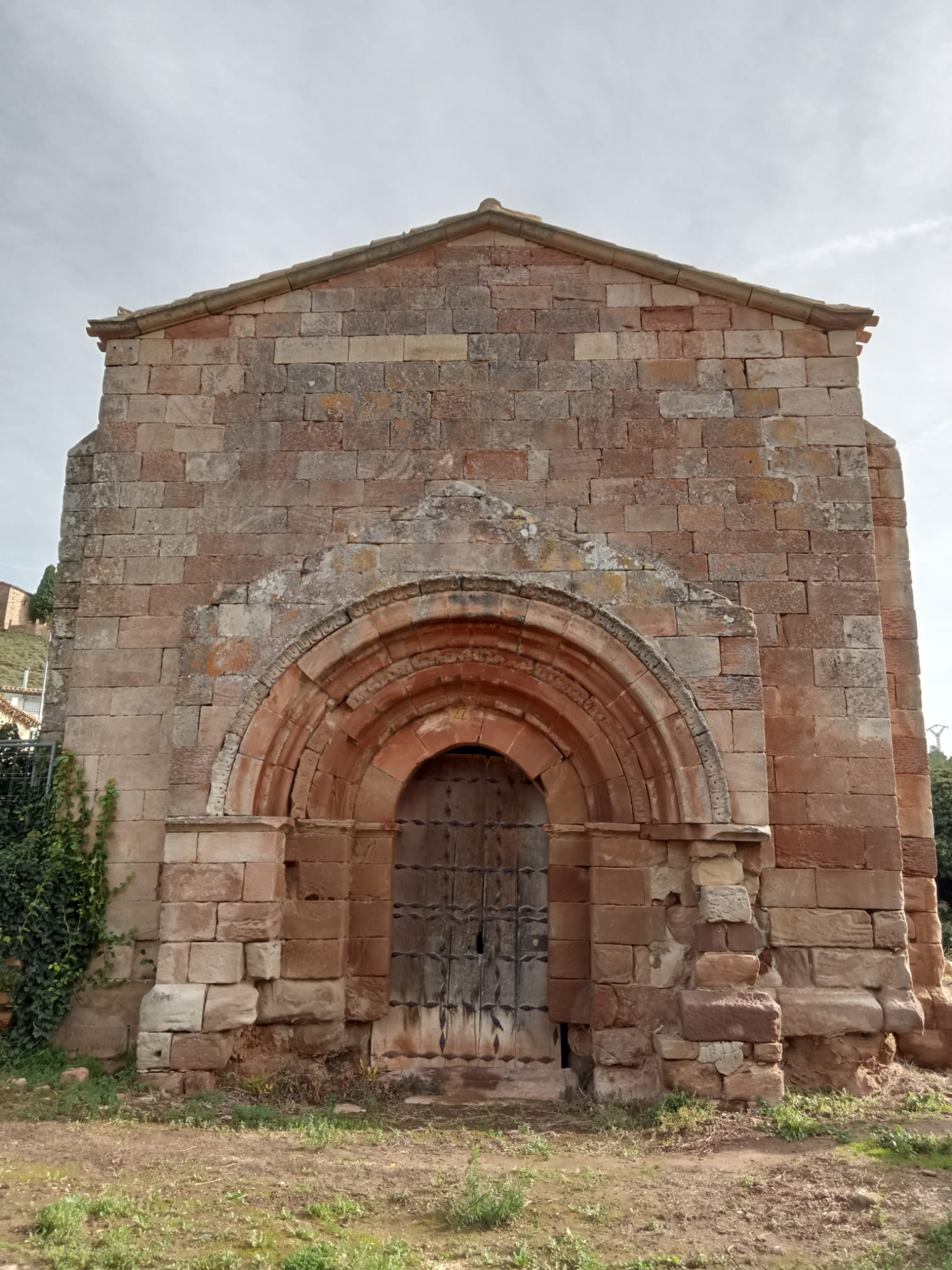
Ermita de Santa María Magdalena de Mues

El templo se halla entre edificaciones modernas y pequeños huertos. Sus dimensiones exteriores son de 14,30 x 7,20 m. La ermita de Santa María Magdalena parece que fue en su origen la capilla de un antiguo hospital de leprosos. En el año 1383 el rey Carlos II de Navarra la donó al monasterio de Irache. El templo, de gran robustez y acertadas proporciones, es un interesante ejemplar de estilo románico de finales del XII con elementos protogóticos.
Esta humilde, pero bien construida iglesia con sillares bien escuadrados y recios contrafuertes, tiene una planta de dos tramos más una cabecera compuesta de otro tramo recto, en el que a cada lado se han abierto credencias y el semicircular del ábside en el que hay una ventana axial ciega de medio punto, abocinada. Canónicamente orientado, el templo se compone de nave única acabada en ábside de tambor. La portada se sitúa en el muro de poniente, adelantada al mismo y rematada en altura con un infrecuente perfil triangular.
Sin culto desde hace mucho tiempo, ahora es de propiedad particular.

#### Ermita de Nuestra Señora de la Cuesta

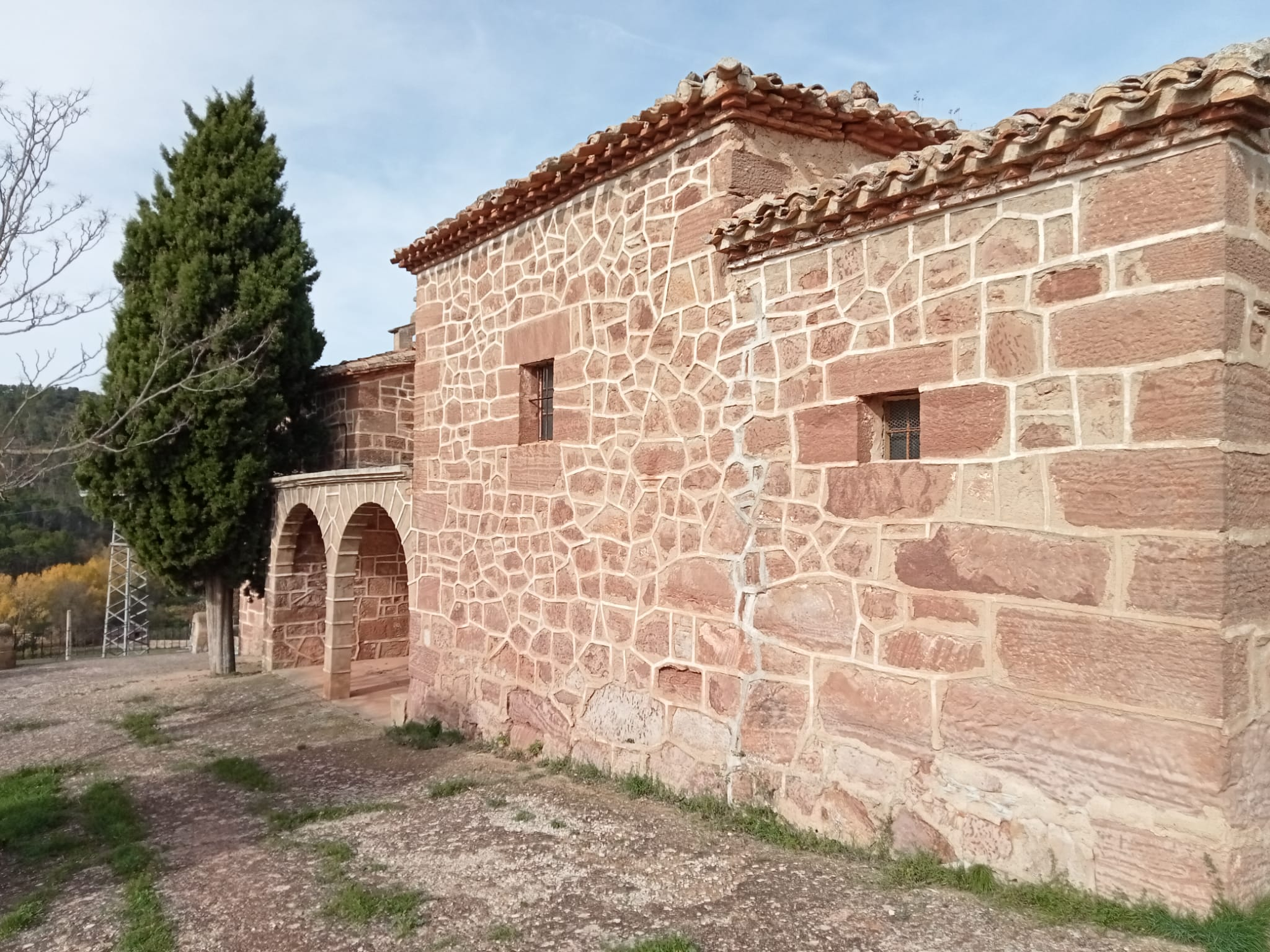
Ermita de la Virgen de la Cuesta de Mues

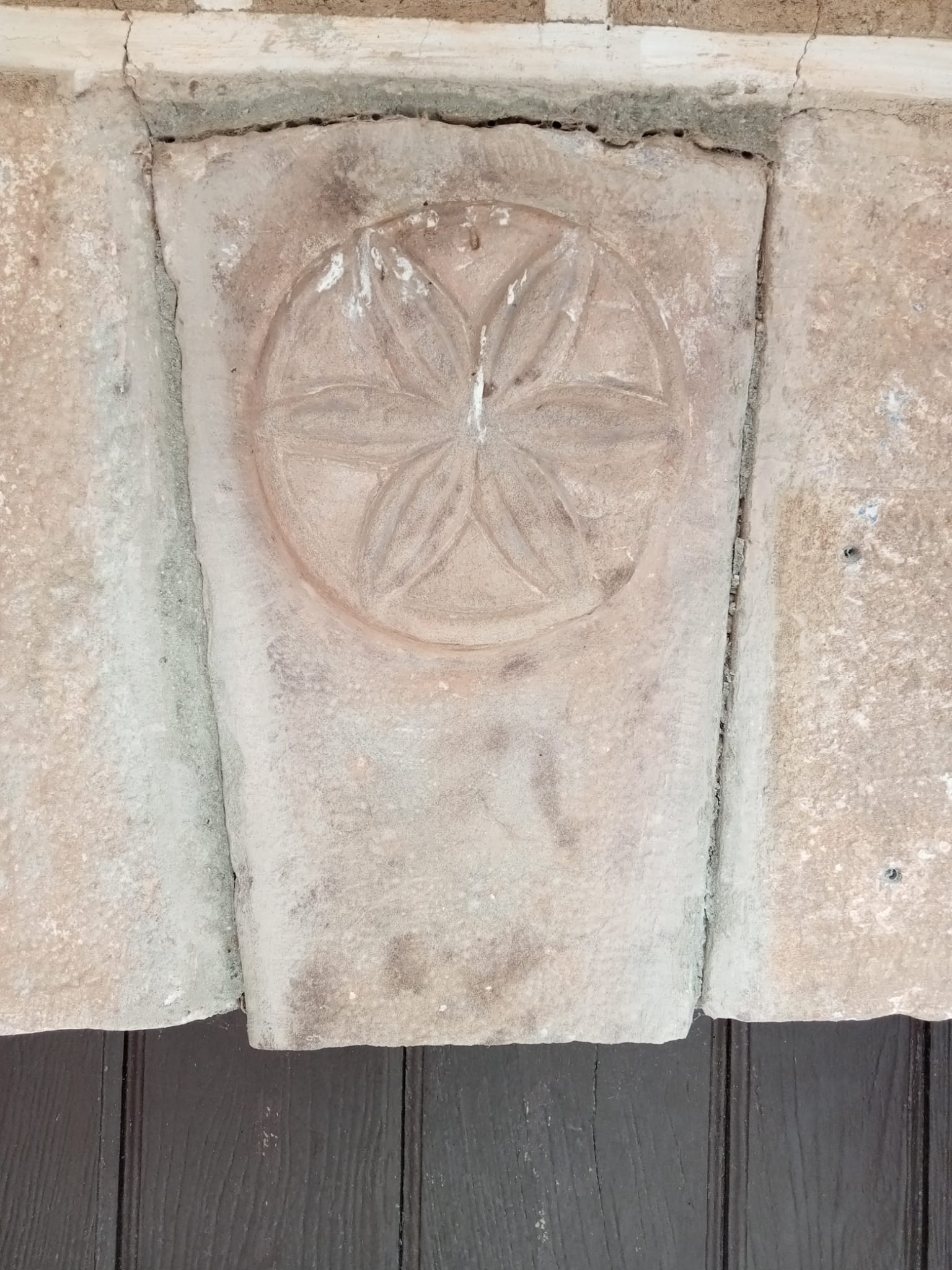
Un supuesto símbolo solar en la ermita de Santa Teodosia

Es una construcción de superficie de 204 m2 de tipo rural a 620 m de altitud. En su interior se conserva una talla expresivista de la santa datada del segundo tercio del siglo XVI. Se accede al interior por una portada adinteleda situada bajo un pórtico de doble arcada de medio punto. En la puerta principal recibe una estrella de seis puntas encerrada en un círculo, símbolo de posible etiología solar, sincretismo entre la religión romana y antiguos cultos de la zona conquistada.
Es un bien inmatriculado por la diócesis de Pamplona Parroquia de Mues el 21 de enero de 2002.

#### Ermita de Santa Teodosia
Se localiza en lo alto de un monte llamado también de Santa Teodosia, situado a 618 m s. n. m. y cerca del pico de Somedera.
Es una construcción de tipo rural con nave única cubierta a dos aguas sobre vigas, que en parte obedece a una ampliación moderna. Se accede al interior por una puerta adintelada. En el presbiterio hay una talla de Santa Teodosia, del segundo tercio del siglo XVI.

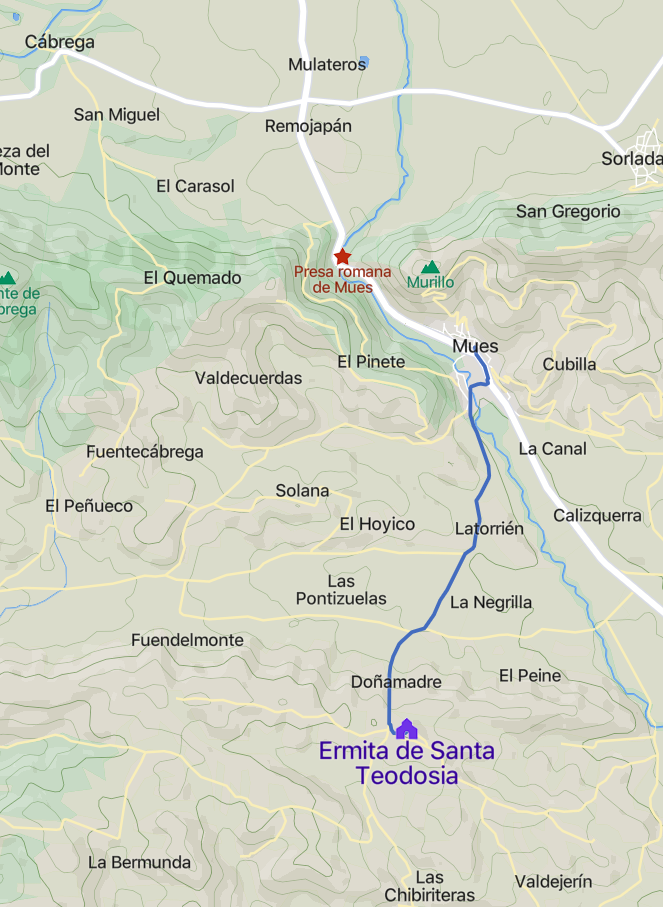
Ruta a la Ermita de Sta. Teodosia, de unos 2,5 km

Todos los años se celebra un recorrido entre esta y su hermanada, la ermita de Santa Teodosia situada en el Valle de Arana.

#### Presa romana
En el término municipal, en el paraje llamado El Congosto, se han encontrado restos bien conservados de una presa romana del siglo I d. C., de 50 metros de ancho por 5 de largo. Ha sido excavada en 2020, hallándose un torno de madera y una pieza de bronce con inscripción. Se piensa que era el comienzo de un acueducto que abastecía a Calagurris, la Calahorra romana. Tardó poco tiempo en colmatarse y quedar inservible.

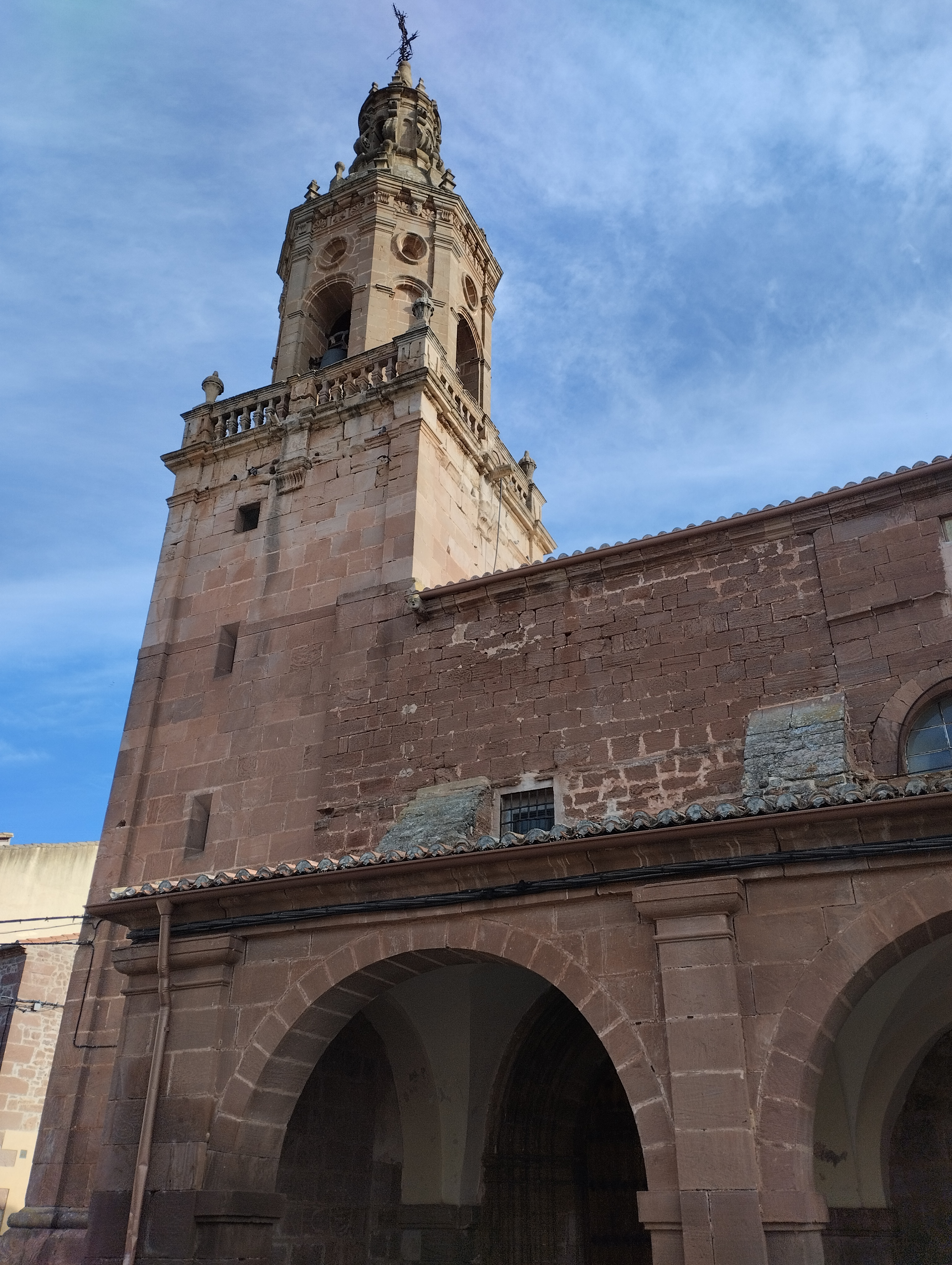
Parroquia de Santa Eugenia
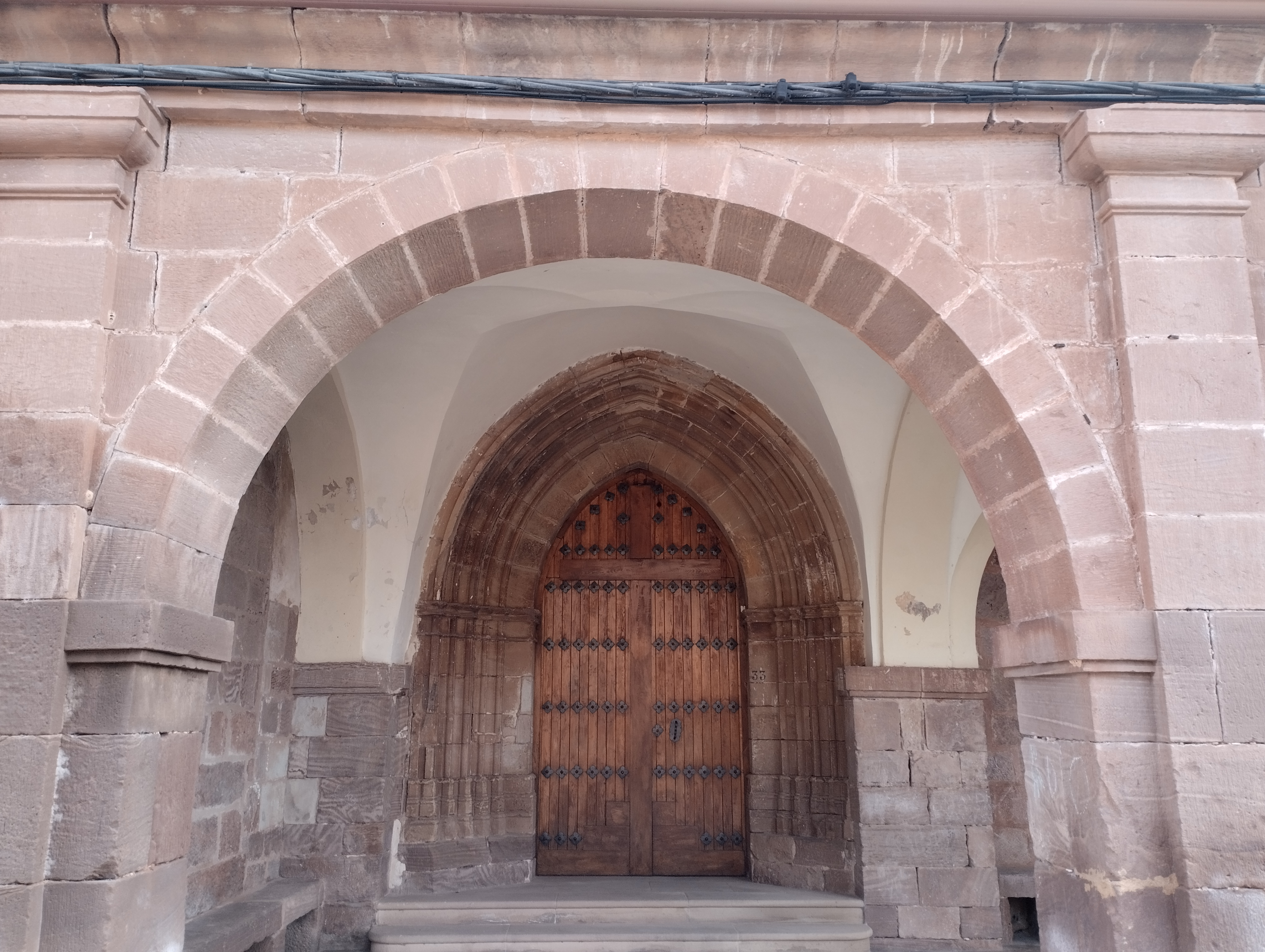
Portada gótica
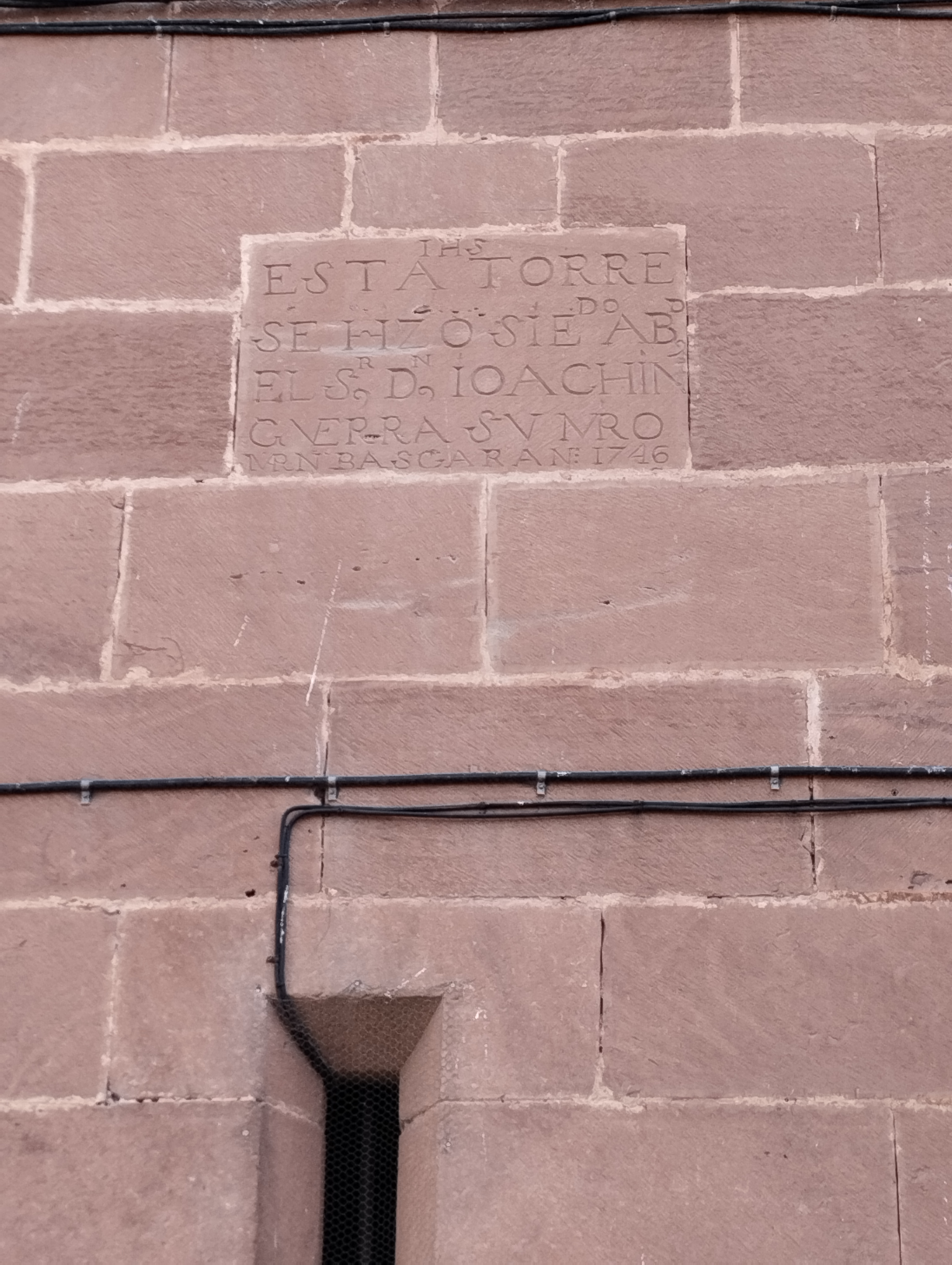
Inscripción en la torre con la fecha de finalización
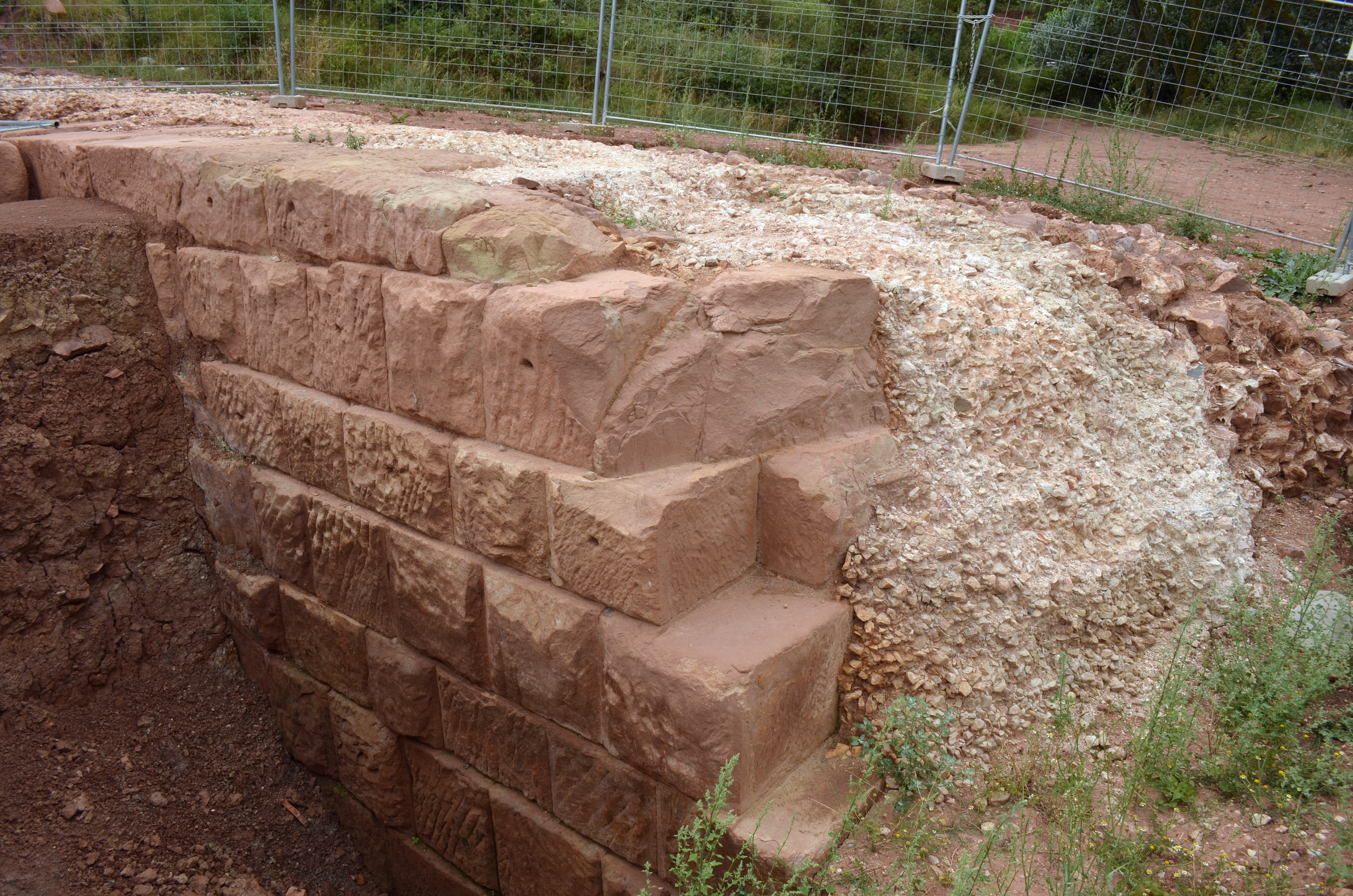
Presa romana

#### Castro de Murillo
Cerca del paso del Congosto, existe un castro en lo alto del cerro que domina el pueblo, que está en la parte más occidental de la sierra de San Gregorio. Fue abandonado en el siglo I a. C., antes de las guerras sertorianas, en un proceso de aglutinación de las poblaciones indígenas de las localidades de la comarca Viana/Los Arcos, en una localidad vascona, Curnonium, citada por Ptolomeo con datos geográficos para su localización, que se identifica con el actual casco urbano y solar del antiguo castillo y villa de Los Arcos.
El castro de Murillo conserva las murallas y controla este paso estratégico; se estudia como punto posible donde esperaron a las tropas de Abderramán III.

#### Yacimiento de Los Paliñares
Encontrándose en el eje norte-sur, estaba la riquísima Villa de Los Paliñares,hoy oculta por los cultivos (coordenadas: x: 563,834 y: 4,715,931, elevación: 496 m s. n. m.).
La villa aparece como nuevo tipo de ocupación espacial con una nueva tipología de implantación territorial y explotación económica en el campo. Las villas de los alrededores de Curnonium (Los Arcos) son explotaciones rurales de carácter agrícola ocupando preferentemente los ricos suelos aluviales, que pasarán a ser suntuosas residencias de los terratenientes a partir de la crisis del siglo III d. C.
Los Paliñares es un yacimiento romano, descubierto ya en el siglo XVIII y estudiado en 1942 por Taracena. Está ubicado en un llano sobre el río Odrón en el término de «Paliñares» o de los «Peinares», con restos de edificaciones y abundante cerámica sigilata. Fueron hallados en el siglo XVIII mosaicos, algunos ídolos de bronce y monedas, todo ello de la época de los césares. El paradero de los trozos de mosaico es desconocido; en cuanto a los idolillos, que eran variados de representación y de altura, y algunas cabezas de divinidades mitológicas, se cree que fueron a parar a Vitoria, al museo que entonces poseía el marqués de Montehermoso. En cuanto a las monedas expoliadas, hay indicios para suponer que pertenecían a la época del emperador Constantino y que ingresaron en el monetario del Conde de Ezpeleta.

#### Menhir de Barranco II
Lugar funerario en el paraje de El Carasol (coordenadas: x561503 y 4718517 z589). Hay un menhir caído, con unas dimensiones de 3 m de longitud y 1 m de anchura, encontrado en las proximidades del yacimiento 0002 (Cábrega) y cerca de la muga del término de Ubago. Pertenece al Neolítico-Eneolítico-Bronce.

#### Caserío de Cábrega
Antigua fortaleza navarra, que deviene en el Marquesado de Cábrega, perteneció a los duques de Villahermosa, que tenían el privilegio de asiento en Cortes. Actualmente pertenece Don Álvaro Urzaiz y Azlor de Aragón, XII Marqués de Cábrega por Orden de 4 de julio de 1997, y residente en el Palacio Ducal de Villahermosa en Pedrola, provincia de Zaragoza. Del mantenimiento se ocupa el guardés, que lleva casi 50 años viviendo y trabajando las 225 hectáreas cultivables del señorío.

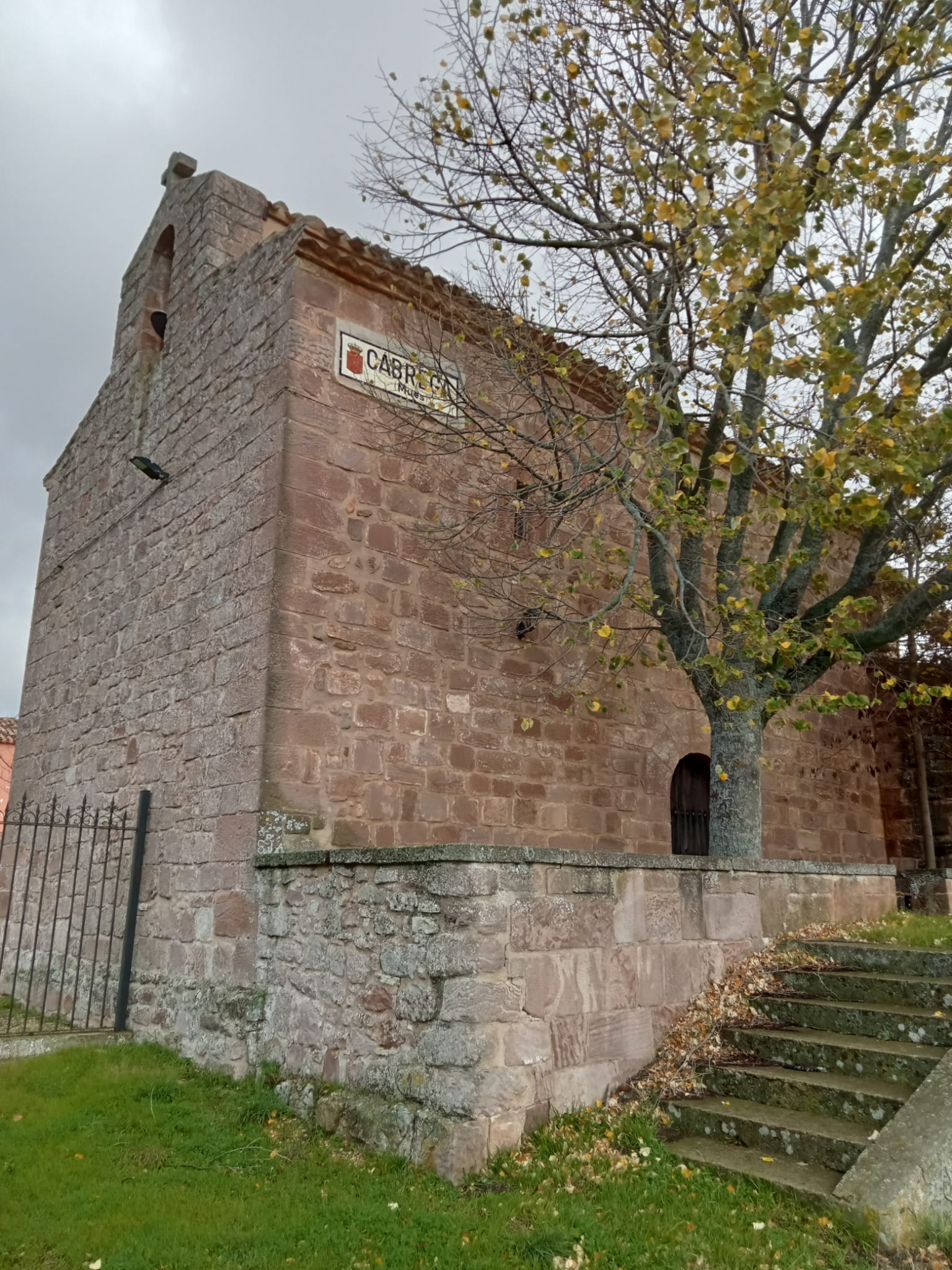
Ermita del Caserío Cábrega

Posee una ermita y un palacio fortificado medieval de sillería con ventanas ojivales ajimezadas. El palacio de este lugar consta como de cabo de armería en un informe remitido a Madrid por la Cámara de Comptos el año 1723.
El Libro Rubro de Iranzu, la documentación sanjuanista y un documento de Roncesvalles proporcionan referencias a pecheros, de las cuales pueden extraerse cifras de población para Cábrega como de al menos veinte fuegos pecheros de Iranzu para mediados del XIII.
A finales del XV era una fortaleza con sus torres y alcaide propio, perteneciente a los mariscales de Navarra. En 1518 Carlos V lo restituyó al mariscal Pedro de Navarra, compensando con una merced de 5000 maravedís a Juan de Arizcun, que lo había venido ocupando por concesión real. Después de la conquista por parte de los castellanos durante el XVI fue desmochado, como el resto de castillos de Navarra, por haberse resistido.

#### El encino de Cábrega
Monumento Natural n.º 3 según la guía de Monumentos Naturales de Navarra. En realidad se trata de un ejemplar de la subespecie “ballota” y, por tanto, su nombre vulgar es carrasca, Quercus ilex subsp. ballota (Desf.) Samp. Está en la pieza del Monte, frente al caserío de Cábrega (coordenadas X e Y: 561.461 / 4.718.954).

#### Escudos de armas
Escudo de armas Gastón: es un escudo en alabastro labrado de la segunda mitad del siglo XVIII y estilo rococó. Muestra una cabeza de querubín en cartela inferior, encuadrada por leones portantes, y yelmo por timbre entre ángeles desnudos. Su campo presenta puente sobre rocas surmontado por cabeza de rey. Inscripción: ARMAS DE GASTÓN. Ubicado en una casa particular en la calle mayor. Código de catalogación del monumento NA-1-033-002328-000.
Existe en Mues otro escudo de armas del siglo XVIII de estilo barroco. Este es un escudo de piedra labrada que se representa sobre cartela de cueros retorcidos y bordura de ricos follajes con cabeza de león inferior y yelmo por timbre. Cuatro cuarteles componen su campo, el primero con espada que atraviesa el escudete central y el cuarto cuartel y filacteria con leyenda «ABE MARIA GRATIA PLENA DOMINUS TECUM»; el segundo castillo; el tercero cortado y semipartido trece estrellas de ocho puntas, tres fajas y árbol; el cuarto, por último, dos águilas coronadas. Orla el campo la siguiente leyenda: «UT FIDEM ALTAREM PUGNAVI CUM AGARENO ES IN CAMPOO AURO PLENO HEC ARMA ASILLO EXPOLIABI». Ubicado en casa particular en la calle Mayor. Código de catalogación del monumento NA-1-033-002327-000.

### Patrimonio inmaterial

#### Fiestas y tradiciones
- Las fiestas patronales se celebran la primera semana de septiembre.[75]
- El 15 de mayo se celebra la Virgen de Codés.
- El sábado santo se hace el recorrido de 32 km entre las Ermitas de Santa Teodosia de Mues y la situada en el Valle de Arana.
- Romería a la Ermita de la Virgen de la Cuesta cada 15 de agosto.
- El levantamiento del mayo o Maiatza: cada 3 de mayo se alza el tronco en la plaza del pueblo y permanece izado hasta el 14 de septiembre. Es una tradición ancestral recuperada en 2002.

#### Lenguas
Según la Ley foral del euskera aprobada 18/1986, Mues es un municipio que queda comprendido en la zona no vascófona de Navarra.

### Turismo
Museo de esculturas al aire libre de Pablo Nogales, constituido por un conjunto de piezas de diversos formatos con uso destacado de la piedra como material principal. Acceso libre todo el año.

## Servicios
- Bibliobús: Desde el 2022 el pueblo cuenta con un servicio de bibliobús,[78][79] que está gestionado por el Servicio de Bibliotecas de Navarra.[78][79]
- Piscina municipal, abierta en los meses de verano.
- Consultorio médico.[80]